# Addio Galaxy Express 999 - Capolinea Andromeda
Addio Galaxy Express 999 - Capolinea Andromeda (さよなら銀河鉄道９９９: アンドロメダ終着駅?, Sayonara Ginga Tetsudō 999: Andoromeda shūchakueki) è un film d'animazione del 1981 diretto da Rintarō.
Il soggetto originale è di Leiji Matsumoto, la produzione dalla Toei Animation.
È il secondo lungometraggio dedicato a Galaxy Express 999, manga di Leiji Matsumoto pubblicato dal 1977, già trasposto nell'omonima serie animata e nel film Galaxy Express 999 - The Movie (1979), di cui Addio Galaxy Express 999 è il sequel diretto. Nel 1998 è stato pubblicato un ulteriore seguito, Galaxy Express 999: Eternal Fantasy (inedito in Italia).
In Italia è arrivato direttamente in VHS per il commercio home video nel 1997, pubblicato da Yamato Video.

## Trama
Due anni dopo gli eventi narrati in Galaxy Express 999 - The Movie: l'impero delle macchine stringe in una morsa ancora più forte la Galassia. Alcune voci dicono che Maetel stia per diventare la nuova regina Promethium, la sovrana dell'impero meccanico. Tetsuro Hoshino, che combatte per la libertà, riceve un messaggio di Maetel, che lo invita a salire di nuovo sul treno spaziale Galaxy Express 999. Dopo uno scontro a fuoco con gli uomini meccanici, Tetsuro riesce a raggiungere la stazione e sul 999 lascia la Terra.
Anche se sul treno non trova Maetel, Testuro ritrova il vecchio capotreno che gli comunica che non conosce la destinazione del viaggio; a bordo conosce Metalmena, una donna macchina che ha rimpiazzato Clear come cameriera del 999. Intanto, un misterioso ‘treno fantasma’ quasi si scontra col 999. dopo qualche ora viene comunicato che il 999 si dirige verso un pianeta diventato satellite di Heavy Melder chiamato Lahmetal, il luogo d'origine di Maetel e Promethium. Qui Tetsuro aiuta la resistenza locale che combatte con gli uomini meccanici, stringendo amicizia con un ragazzo chiamato Meowdar. Insieme entrano in un castello abbandonato, dove Tetsuro riconosce Promethium e Maetel nei ritratti della regina e della principessa di quel pianeta. Aiutato dall'Arcadia di Capitan Harlock, che lo copre dal fuoco nemico, Tetsuro riesce a salire di nuovo sul 999 e alla stazione Maetel fa finalmente la sua apparizione.
Poco dopo aver lasciato Lahmetal, il 999 è costretto a fermarsi in una stazione vagante dove Testuro incontra il misterioso Faust, il cavaliere nero. Quando Tetsuro lo attacca, Faust gli provoca un flashback che gli fa rivivere la morte della madre. Durante lo scontro con Faust, che poi si dilegua nel nulla, Maetel resta ferita ma viene salvata dalla piratessa Emeraldas, sopraggiunta con la sua nave. Dopodiché, il 999 riparte verso il pianeta Mosaico, ultima fermata prima di Grande Andromeda, il pianeta capitale dell'impero meccanico. Su Mosaico Tetsuro ritrova il treno fantasma e resta quasi ucciso.
Il 999 finalmente raggiunge Grande Andromeda dove Tetsuro incontra Faust ancora una volta. Maetel nel frattempo si reca verso il nucleo del pianeta, dove lo spirito di Promethium è ancora vivo. Maetel viene nominata nuova regina dell'impero meccanico, proprio come si era vociferato, e rivela a Tetsuro e agli altri la terribile verità che l'energia per far funzionare le persone meccaniche viene sottratta dagli esseri umani causandone la morte. Tetsuro è sconvolto nel trovare il suo vecchio amico Meowdar tra i morti, trasportato su Grande Andromeda insieme ad altri corpi dal treno fantasma.
Mentre Tetsuro combatte gli uomini meccanici e libera gli esseri umani, Maetel decide di distruggere il nucleo del pianeta e con esso la propria madre Promethium. Su ordine della regina, Faust tenta di uccidere Maetel e Tetsuro; in loro aiuto però sopraggiungono l'Arcadia e la Queen Emeraldas. Più o meno nello stesso momento una cometa, la Strega Sirena, attratta dall'energia delle macchine si avvicina a Grande Andromeda risucchiando tutta l'energia. Mentre Grande Andromeda sta collassando, il 999 è costretto a ripartire ma Tetsuro dovrà affrontare un'ultima volta Faust. Dopo che Testuro infligge a Faust un colpo mortale, viene infine rivelato che quest'ultimo è il suo vero padre. Il 999 torna su Lahmetal, dove Tetsuro dà degna sepoltura a Meowdar. Mentre il 999 si prepara a partire, Emeraldas dice a Maetel che non può ripartire con Tetsuro: le due donne sono nate sotto la stessa stella e quindi costrette ad un viaggio senza fine. Maetel rimane nella stazione di Lahmetal, triste e vittima del suo fato osserva il 999 partire, gli sguardi di lei e Tetsuro in preda all'inquietudine s'incrociano per un'ultima volta.
Nella sigla finale Maetel sulla sommità di un altopiano osserva un tramonto o il riflesso di esso su un pianeta del sistema di Heavy Melder su Lahmetal, riconoscibile dai vari corsi fluviali mostrati di giorno durante il film.
Di fatto il pianeta Lahmetal prima di entrare nell'orbita di Heavy Melder non aveva mai avuto un sole proprio, se non quello terrestre fruibile solo ogni mille anni, l'assenza del sole e di un clima sostenibile è stato il motivo della tentata invasione e conseguente guerra di Lahmetal contro la Terra nel racconto La regina dei mille anni.
La successiva meccanizzazione dell'intero popolo del pianeta Lahmetal fu un disperato tentativo attuato per sopperire alle sofferenze causate dal gelo e dalla fame, la meccanizzazione della regina  Promethium madre di Maetel sarà la causa della sua folle involuzione.